# Il pugnale scomparso
Il pugnale scomparso (Charlie Chan at the Opera) è un film del 1937 diretto da H. Bruce Humberstone con il personaggio di Charlie Chan, interpretato da Warner Oland.

## Trama
Il famoso baritono Gravelle, un tempo stella dell'opera, è rimasto rinchiuso in un ospedale psichiatrico per sette anni, senza memoria della sua identità; neanche lo staff sapeva chi fosse. Ma all'improvviso, grazie ad una foto su un giornale i ricordi riaffiorano, e il cantante ricorda che la moglie e l'amante di lei hanno tentato di ucciderlo; così l'uomo scappa e raggiunge il teatro dell'opera San Marco; qui si nasconde tra le stanze e i passaggi dell'edificio; poco dopo i membri della compagnia sono uccisi uno alla volta. Le ricerche della polizia sono inutili.
l'investigatore privato Charlie Chan indaga e capisce che oltre Gravelle ci sono altri sospetti: Lilli Rochelle, prima cantante della compagnia che ha una relazione con il baritono Enrico Barelli; Mr. Whitely, marito di Lilli Rochelle al corrente della relazione, ha anche avvertito il rivale di stare lontano dalla moglie; Anita Barelli, soprano e seconda cantante, nonché moglie del baritono, anche lei informata sul tradimento; e Phil Childers, spasimante della figlia non riconosciuta di Lilli, che ha chiesto di sposare ricevendo un rifiuto.
Nel corso delle indagini, gli indizi (un giornale strappato, un'annotazione bruciacchiata, un segno di tacco su una foto di giornale, una cintura macchiata di sangue) complicano gli sforzi di Chan; si aggiungono altri misteri: chi minaccia la vita di Lilli Rochelle? Chi è l'uomo misterioso nel camerino di Barelli prima che questi venga ucciso? Perché Chan insiste che l'opera sia ripetuta una seconda volta la stessa sera?